# Широка Балка (Херсонський район)
Широ́ка Ба́лка — село в Україні, у Станіславській сільській громаді Херсонського району Херсонської області. Населення становить 2532 особи.

## Географія
У селі річка Безіменна впадає у Дніпровський лиман.

## Історія
Поселення Ольвійської доби «Золотий Ріг», І-ІІІ ст. Розташоване на високому березі Дніпро-Бузького лиману. Тут знайдено дві римські монети, серед них — денарій Марка Аврелія та дві ольвійські монети, нечисленні уламки кераміки черняхівської культури. З напольної сторони поселення було захищено кам'яними стінами з вежами, з боку лиману — палісадом. Збереглися сліди земельного валу та кам'яних укріплень. Неподалік від поселення — ґрунтовий могильник, що відноситься до городища. Навколо розташовувалося неукріплене сільськогосподарське передмістя. Деякий час у фортеці дислокувався невеликій римський гарнізон. На останньому етапі свого існування фортеця відігравала роль форпосту на східній окраїні сільськогосподарської округи Ольвії.
Городище «Золотий Ріг» — пам'ятка археології національного значення.
Біля села досліджено кургани з похованнями ямної, катакомбної та зрубної культури із впускними похованнями сарматського часу (І ст. н. е.) та середньовічних кочівників; знайдено антропоморфну стелу. У зруйнованому кургані — ямне поховання з антропоморфною стелою і впускне сарматське). У селі виявлено зруйноване ямне курганне поховання.
У 1754 році село Широка Балка заснували запорожці, тут були зимівники, козаки займалися рибним уловом, добували сіль у Прогноях. Село належало до Перевізької паланки.
У 1754 році згадуються зимівники запорожців — Павла Москаленка — Іркліївського куреня, Марка Кажана (Кажан Марко Кіндратович — Незамаївського куреня. 1746 р. очолював запорозьку депутацію у комісії, скликаній у фортеці Святої Анни для вирішення порубіжних конфліктів між запорожцями та донськими козаками, кошовий отаман (1 січня-25 червня 1748 р.). У літературі помилково згадується як «Ус Марко Кіндратович».
Після виникнення Нової Січі та організації Прогнойської паланки у 1764 році поблизу сучасного села Широкої Балки існувала переправа, котра зв'язувала паланку з правобережжям Дніпровського лиману.
Перші мешканці майбутнього села були запорожці, які, осівши тут, займалися рибальством, видобуванням солі в Прогноях, хліборобством.
Станом на 1886 рік в селі Станіславській волості Херсонського повіту мешкало 1210 осіб, налічувалось 263 двори, існував молитовний будинок, школа, 5 лавок, 2 рибних заводи, винний погріб.
В 1928 році село Широка Балка налічувало 600 господарств. Кількість населення становило 2854 особи. 1408 — чоловіків, 1446 — жінок.
Під час організованого радянською владою Голодомору 1932—1933 років померло щонайменше 155 жителів села.
12 червня 2020 року, відповідно до Розпорядження Кабінету Міністрів України № 726-р «Про визначення адміністративних центрів та затвердження територій територіальних громад Херсонської області», увійшло до складу Білозерської селищної громади.
19 липня 2020 року, в результаті адміністративно-територіальної реформи та ліквідації Білозерського району, село увійшло до складу Херсонського району.
Широка Балка опинилася під російською окупацією на початку березня 2022 року.
10 листопада 2022 року село звільнене в результаті контрнаступу ЗСУ на херсонському напрямку.

## Населення
Згідно з переписом УРСР 1989 року чисельність наявного населення села становила 2412 осіб, з яких 1186 чоловіків та 1226 жінок.
За переписом населення України 2001 року в селі мешкали 2593 особи.

### Мова
Розподіл населення за рідною мовою за даними перепису 2001 року:
| Мова            | Кількість | Відсоток |
| --------------- | --------- | -------- |
| українська      | 2408      | 92.87%   |
| російська       | 165       | 6.35%    |
| румунська       | 13        | 0.50%    |
| білоруська      | 2         | 0.08%    |
| болгарська      | 1         | 0.04%    |
| німецька        | 1         | 0.04%    |
| інші/не вказали | 3         | 0.12%    |
| Усього          | 2593      | 100%     |

## Храми
- Парафія Святих апостолів Петра та Павла ПЦУ
- Храм Різдва Пресвятої Богородиці УПЦ МП

## Відомі люди
- Гайдай Іван Іванович (1923—2004) — заслужений працівник культури України, письменник, журналіст